# Faculté de physique et de technologie de l'université nationale de Kharkiv
La Faculté de physique et de technologie (abréviation Phystech) est l'une des quatre facultés de physique de l'université nationale de Kharkiv. Elle se spécialise dans les domaines de la physique théorique, de la physique nucléaire, de la physique des plasmas, de la science des matériaux et de la physique médicale. Les caractéristiques distinctives de la faculté comprennent une coopération étroite avec l'Institut de physique et de technologie de Kharkiv et une formation théorique fondamentale d'après l'école Landau, à laquelle appartiennent de nombreux professeurs enseignants de la faculté.

## Histoire

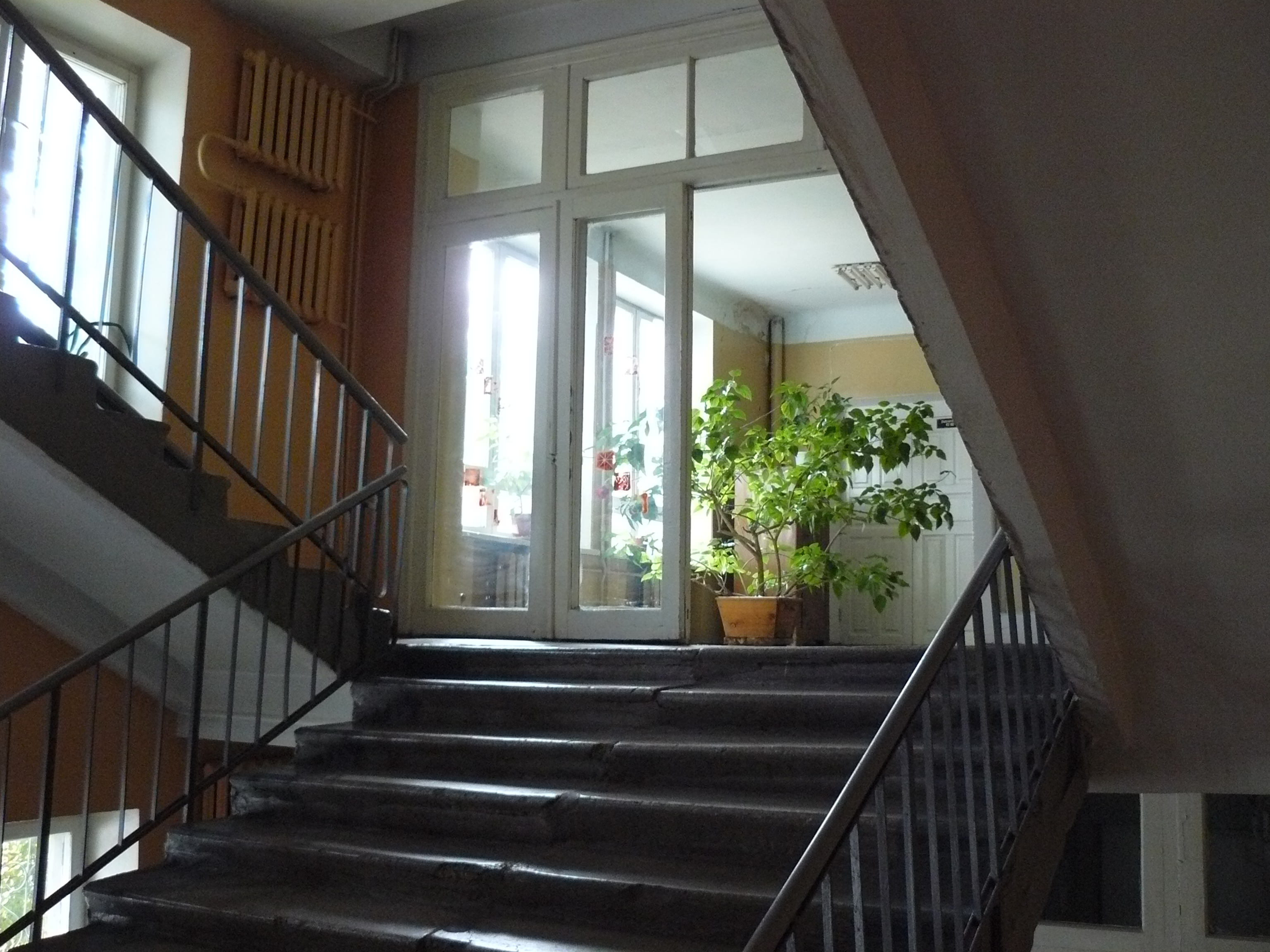
Dans le bâtiment de la faculté

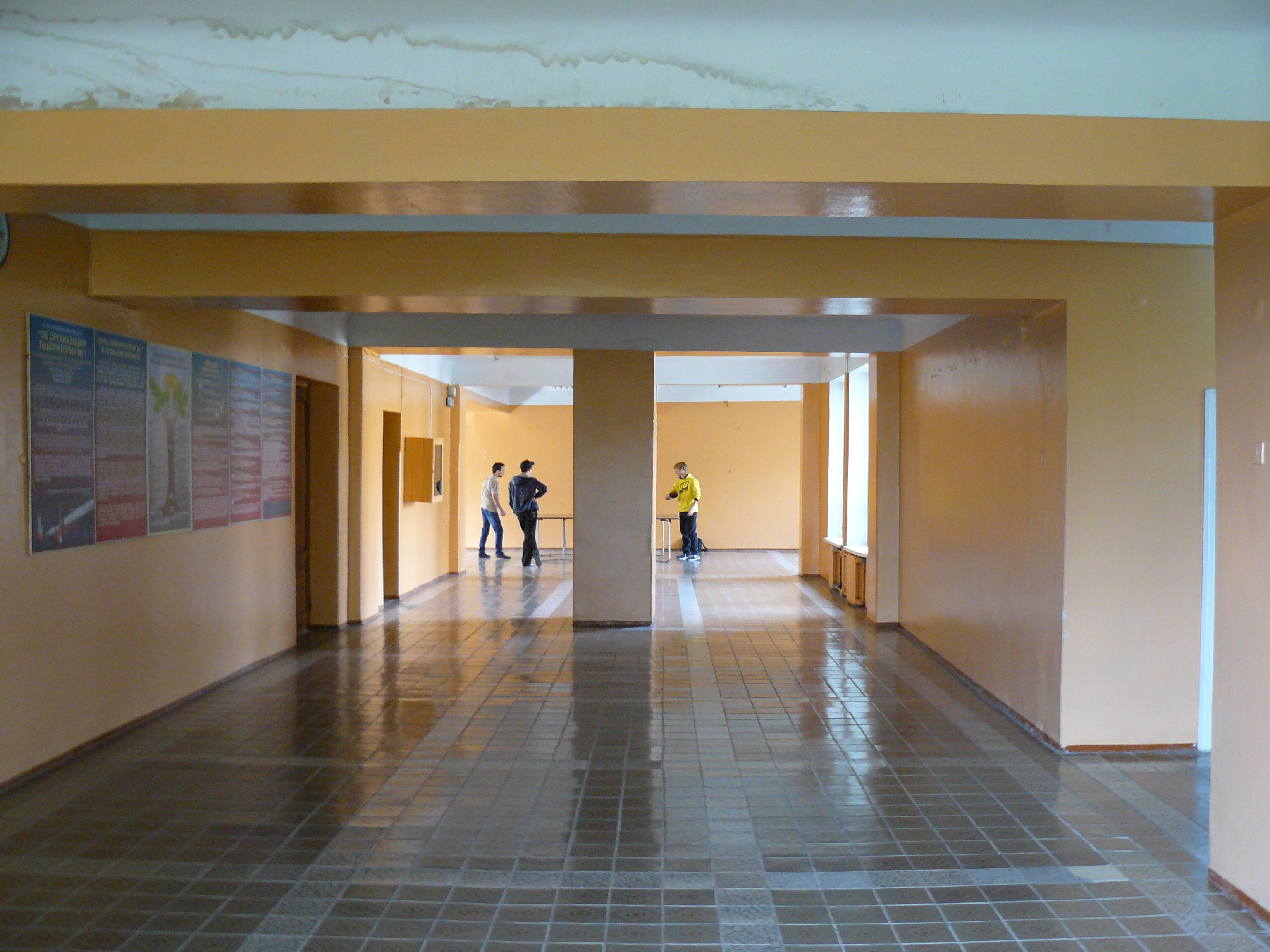
Hall dans le bâtiment de la faculté

La faculté a été créée en 1962 sur la base du Département de physique nucléaire de la Faculté de physique et de mathématiques. Le Département de la physique nucléaire existait depuis 1946, alors que certains des autres départements incorporés à la faculté existaient depuis les années 1930. À l'origine située dans le bâtiment principal de l'université, en 1969, la faculté a déménagé au campus propre dans le district de Pyatikhatki, pour être plus proche de l'Institut de physique et de technologie de Kharkiv.

## Curriculum
Les trois premières années d'études de licence à la faculté sont consacrées à la formation physique et mathématique générale. Dans les semestres 1-4, les étudiants apprennent des cours sur la physique générale (mécanique, thermodynamique, électricité et optique), dans les semestres 5-6 - cours sur la physique atomique et nucléaire. Dans les semestres 1-5, assez de disciplines mathématiques sont enseignées: calcul, géométrie analytique, algèbre supérieure, analyse complexe, équations de physique mathématique, probabilité et statistiques, méthodes numériques. Les cours de physique générale et mathématiques s'accompagnent de travaux dirigés, travaux pratiques et des vastes devoirs. Dans les semestres 4-8, les cours de physique théorique sont enseignés, largement basés sur le cours de la physique théorique par Landau et Lifshitz: mécanique théorique, électrodynamique, mécanique quantique, mécanique continue, thermodynamique, physique statistique.
Après le sixième semestre, les étudiants sont répartis entre les départements de la faculté, selon leurs préférences et leur classement. Il y a 4 départements dans la faculté:
- Aleksander Akhiezer département de physique nucléaire théorique et mathématiques supérieures
- Département de physique nucléaire et médicale
- Département de physique appliquée et physique du plasma
- Département de matériaux des réacteurs et technologies physiques

À partir du septième semestre, le programme comprend des cours spéciaux, différents pour chaque département.
Dans les semestres 6-7, un étudiant écrit une thèse de licence sous la supervision d'un tuteur de thèse, choisi par l'étudiant ou nommé par le chef de département.
Au cours de la 5e année, les cours spéciaux dominent le programme, tandis que la 6e année est entièrement consacrée à l'écriture de la thèse de Master.
Toute la durée de l'éducation à la faculté se compose de 4 ans d'études de licence et de 2 ans d'études de Master.

## Départements
La faculté compte quatre départements. Le département Aleksander Akhiezer de la physique nucléaire théorique et des mathématiques supérieures prépare les physiciens théoriques au profil très varié. Le Département de physique nucléaire et médicale effectue une formation pour des spécialistes dans deux domaines différents: la physique nucléaire expérimentale et la physique médicale. Le Département de physique appliquée et de physique du plasma forme des spécialistes de la physique des plasmas, couvrant à la fois les aspects théoriques et expérimentaux de la physique des plasmas. Le Département des matériaux des réacteurs et des technologies physiques se spécialise principalement dans la science des matériaux de radiation et les revêtements sous vide.

### Aleksander Akhiezer département de physique nucléaire théorique et mathématiques supérieures

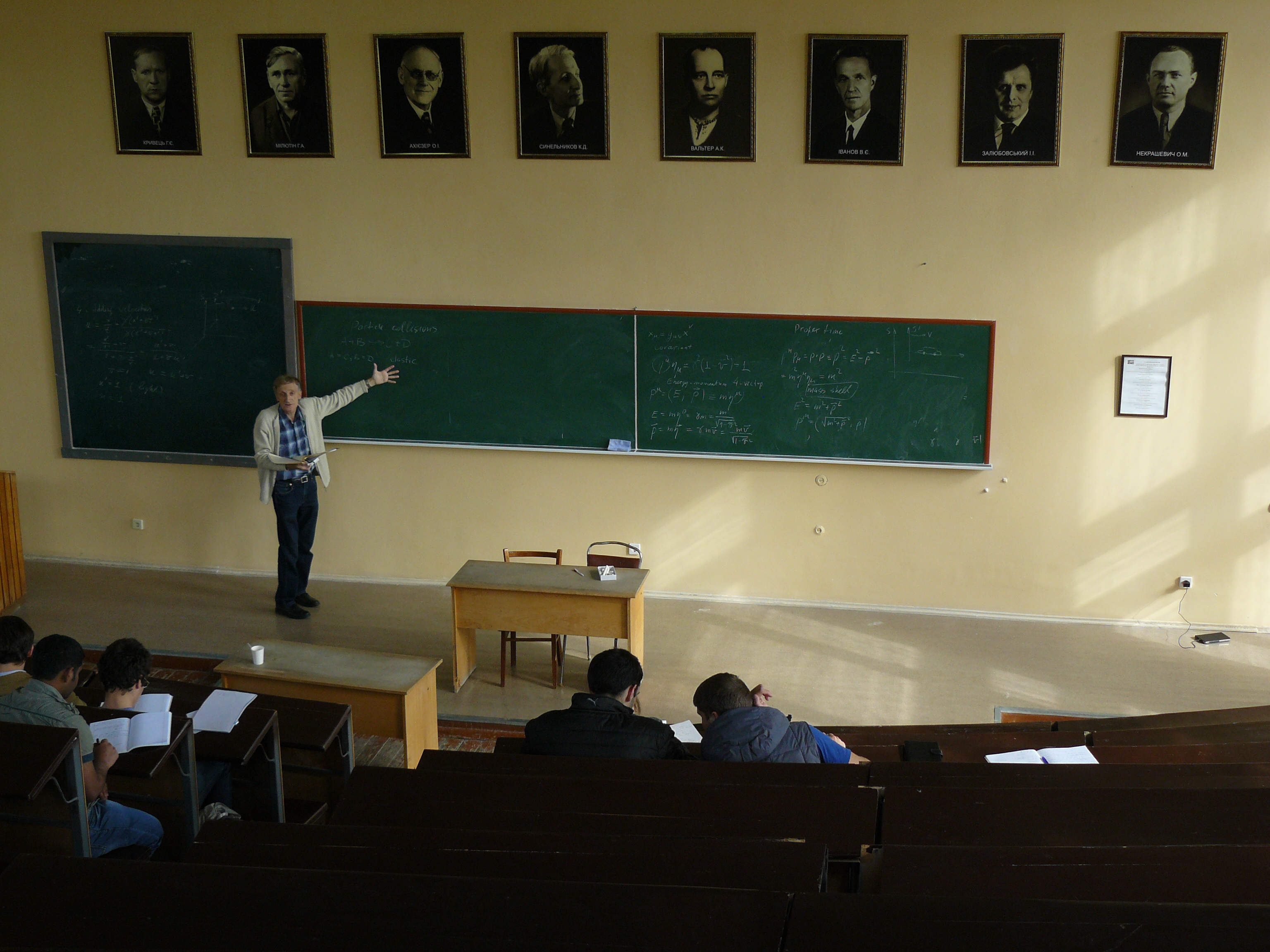
Cours du professeur Korchin sur la physique des particules

Le Département de la physique nucléaire théorique et des mathématiques supérieures est un successeur de l'école de physique théorique de Kharkiv, qui a été créé à la faculté de physique et de mathématiques de l'Université d'Etat de Kharkiv en 1933 et est donc plus ancien que la faculté de physique et de technologie. Lev Landau a joué un rôle crucial dans l'établissement du département. Ici, il a commencé à mettre en œuvre ses plans pour la réorganisation de la formation des physiciens théoriques et la création de son cours de physique théorique. C'est Landau qui a compilé les premiers programmes pour les cours de physique théorique au département. En 1940-1973, le département était dirigé par Aleksander Akhiezer, le nom à qui il porte maintenant.
Le département est considéré comme le département le plus difficile de la faculté. Les étudiants du département maîtrisent des cours spéciaux sur les particules élémentaires, l'électrodynamique quantique, la relativité générale, l'astrophysique, la physique nucléaire théorique, la théorie de l'état solide et la physique des plasmas. En outre, les professeurs du département enseignent la plupart des cours de mathématiques et de physique théorique à la faculté.

### Département de physique nucléaire et médicale
Le département a été créé en 1937 par Anton Valter. Le nom du département a changé plusieurs fois: Département de physique du noyau atomique, Département de physique du noyau atomique et électronique, Département des processus électroniques, Département de la structure de la matière, Département de la physique nucléaire expérimentale. En 2012, le Département de physique nucléaire expérimentale s'est joint au Département de physique médicale, formant un département de physique nucléaire et médicale.
La spécialité Physique médicale (avec spécialisation en Physique du rayonnement médical et Biophysique médicale) existait à la faculté depuis 2005. Les étudiants qui étudient de la physique nucléaire et la physique médicale étudient dans différents groupes et suivent des cours différents: les physiciens nucléaires spécialisés dans la physique nucléaire expérimentale, tandis que les physiciens médicale étudient plus de biologie et des équipements médicaux.

### Département de physique appliquée et physique du plasma
Le Département de physique des plasmas a été créé en 1962 sous la direction de Kirill Sinelnikov. Le Département de la physique générale et appliquée a été créé en 1969 pour faire des cours de la physique générale, de l'électronique et du dessin technique. En 2012, le Département de physique des plasmas et le Département de la physique générale et appliquée ont été fusionnés dans le Département de la physique des plasmas et de la physique appliquée.

### Département des matériaux des réacteurs et des technologies physiques
Le Département des matériaux des réacteurs a été créé en 1962 à l'initiative de l'académicien Victor Ivanov (directeur de l'Institut de physique et de technologie de Kharkiv 1964-1980), qui a dirigé le département de 1962 à 1969. En 2012, le département a été fusionné avec deux autres départements (le Département des technologies physiques et le Département des technologies électrophysiques et radiologiques) et a formé le Département des matériaux des réacteurs et des technologies physiques.

## Aboutissements
Les équipes de la faculté sont perpétuelles gagnantes des Tournois des physiciens ukrainiens pour les étudiants universitaires, dépassant toutes les autres facultés de physique en Ukraine. Trois fois, les étudiants de la faculté ont remporté le Tournoi international des physiciens (en 2011, 2015 et 2017).

## Traditions
Pendant les vacances d'été après leur 3e année, les étudiants participent à la pratique de l'été, qui comprend des conférences donnés par les scientifiques locaux, ainsi que des excursions a l'Institut de physique et de technologie de Kharkiv et aux laboratoires de différents départements de la faculté.
Les vendredis, le séminaire « Problèmes de physique moderne » se tient à la faculté (conjointement avec l'Institut de physique et de technologie de Kharkiv).
En août, avant le début de l'année académique, des cours de mathématiques supplémentaires pour les nouveaux étudiants de première année sont organisés, dans lesquels le cycle scolaire de l'algèbre et le calcul introductif sont répétés. Les cours sont organisés et enseignés par les autres étudiants de la faculté.
À la fin du semestre d'automne, on organise le Jour de Phystech, qui comprend un concert préparé par les étudiants eux-mêmes.
Le Fonds de charité de promu de Phystech collecte des dons d'anciens étudiants de la faculté, principalement ceux qui travaillent à l'extérieur de l'Ukraine en tant que scientifiques, et dirige l'argent sur différents projets, principalement liés à l'amélioration de l'infrastructure de la faculté.

## Professeurs et étudiants notables
- Aleksander Akhiezer - académicien, physicien théorique, l'un des fondateurs de la faculté
- Anton Valter - académicien, spécialiste en physique nucléaire expérimentale, l'un des fondateurs de la faculté, l'un des chefs de la première expérience soviétique de désintégration nucléaire
- Kirill Sinelnikov - académicien, spécialiste de la physique des plasmas, l'un des fondateurs de la faculté
- Dmitriy Volkov - académicien, l'un des inventeurs de la supersymétrie
- Volodymyr Semynozhenko - académicien, ancien vice-premier ministre de l'Ukraine